# Zasłonak glinkowaty

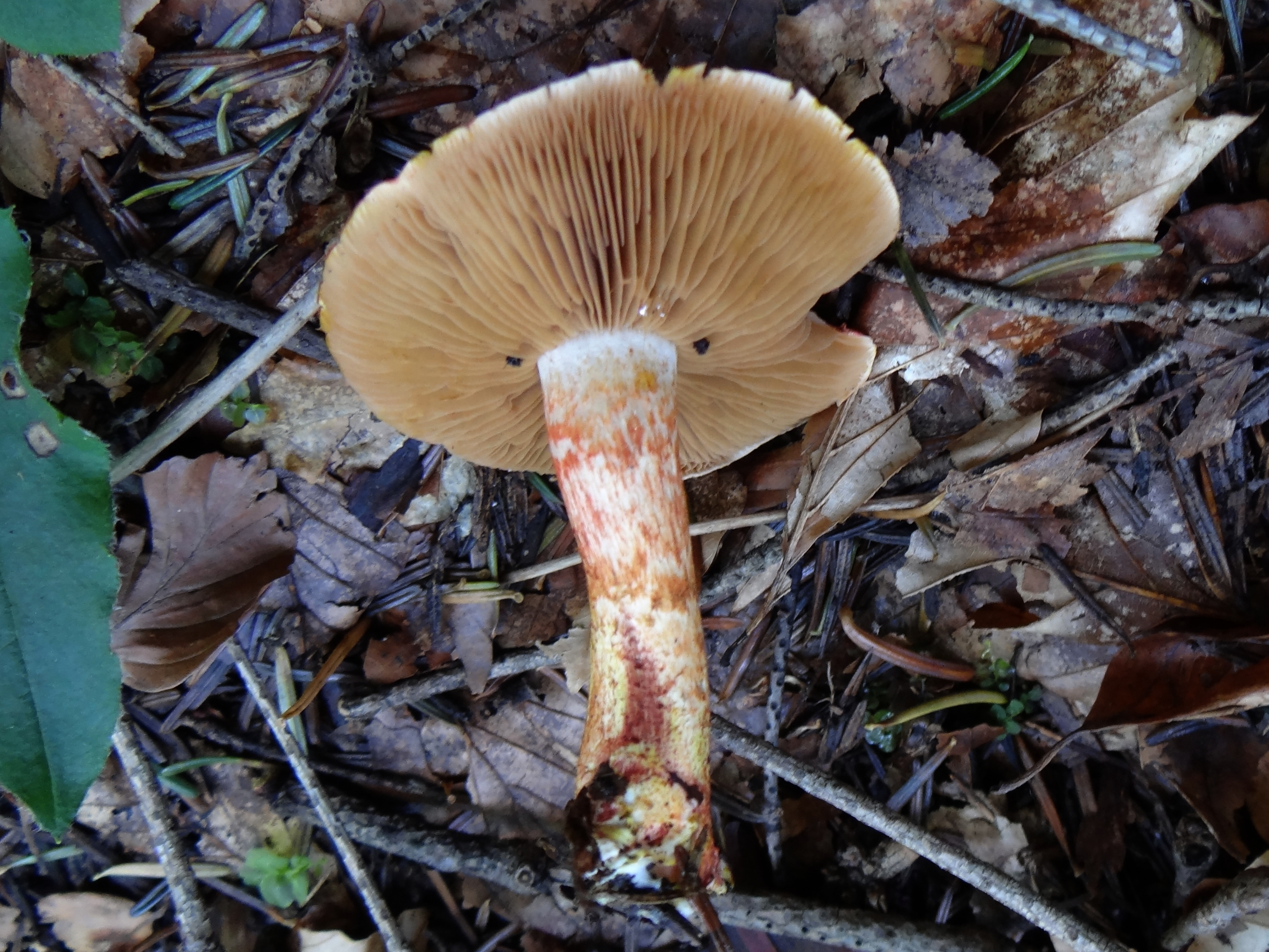
Trzon i blaszki

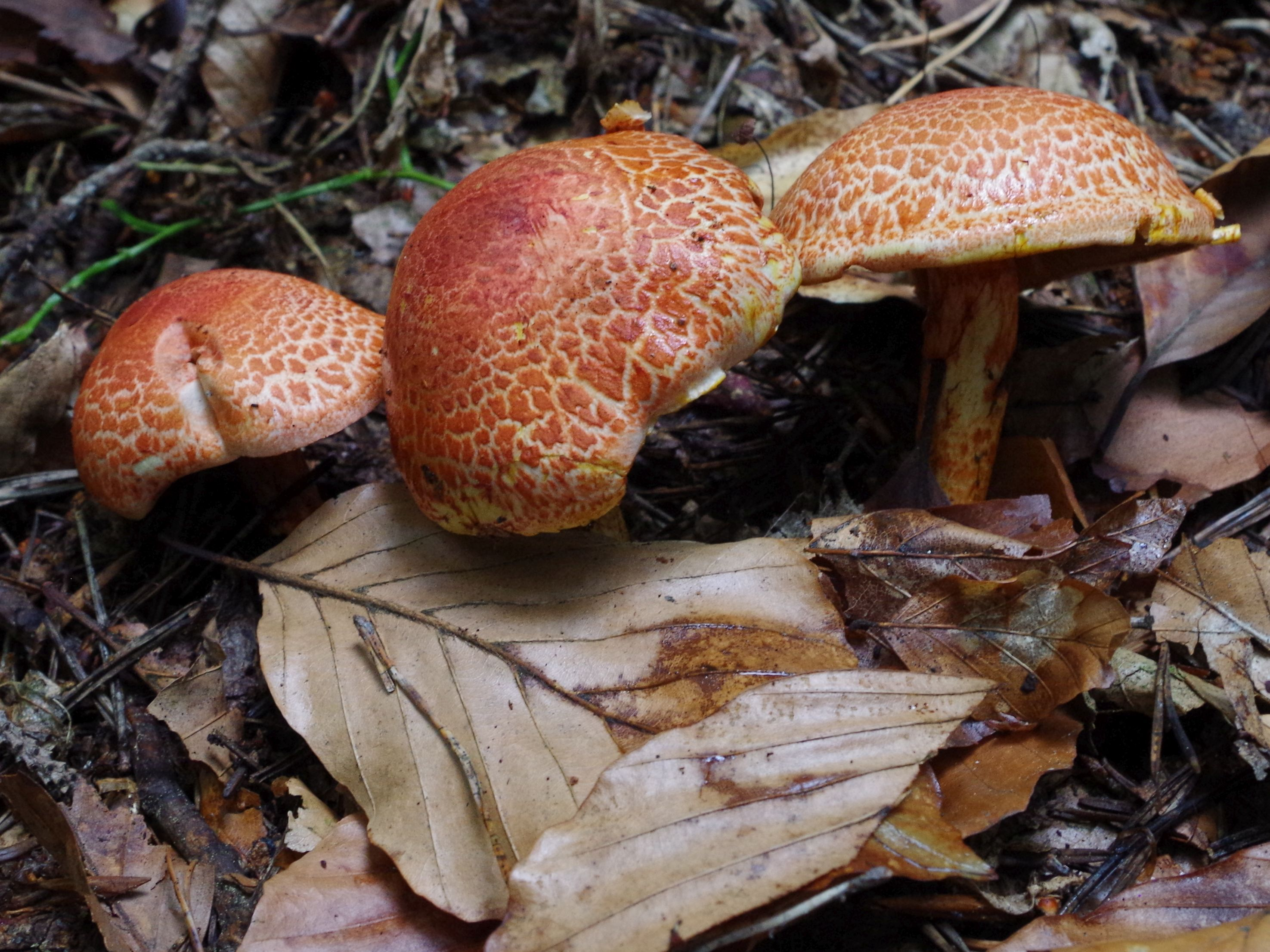
Kapelusze o charakterystycznym ubarwieniu

Zasłonak glinkowaty (Cortinarius bolaris (Pers.) Fr.) – gatunek grzybów należący do rodziny zasłonakowatych (Cortinariaceae).

## Systematyka i nazewnictwo
Pozycja w klasyfikacji według Index Fungorum: Cortinarius, Cortinariaceae, Agaricales, Agaricomycetidae, Agaricomycetes, Agaricomycotina, Basidiomycota, Fungi.
Synonimy naukowe:
- Agaricus bolaris Pers. 1801
- Inoloma bolare (Pers.) Wünsche 1877

Nazwę polską podał Andrzej Nespiak w 1975 r.

## Morfologia
Kapelusz
Średnica 3–6 cm, kształt początkowo półkulisty lub łukowaty, później prostołukowaty, starsze okazy stają się płaskie. Powierzchnia jasnożółtawa, pokryta łuskami w kolorze od cynobrowoczerwonego do szafranoczerwonego. Podczas suchej pogody kapelusz płowieje. Powierzchnia jest sucha, niehigrofaniczna.
Blaszki
Początkowo kremowożółte lub bladoochrowożółte, z czasem ciemnieją i stają się płowordzawe, na koniec jasnocynamonowe. Są nieco przyrośnięte do trzonu i dość gęste.
Trzon
Wysokość 4–8 cm, grubość do 1,5 cm, walcowaty. U młodych okazów pełny, u starszych pusty. Powierzchnia pod kapeluszem białokremowa i trochę łuskowata, poza tym ma kolor białawożółtawy i pokryta jest dość gęsto cynowobrowoczerwonymi włókienkami i łuskami. Podstawa ciemniejsza, ciemnoczerwona.
Miąższ
W kapeluszu białawy, w trzonie żółtawy lub ochrowy, u podstawy jeszcze ciemniejszy, szarawożółty. Z czasem stopniowo coraz bardziej ciemnieje i staje się czerwonobrązowy. Smak i zapach niewyraźny.
Cechy mikroskopowe
Wysyp zarodników czerwonobrązowy. Zarodniki jajowate lub niemal kuliste, nieco brodawkowate, o rozmiarach 6–8 × 5–6 μm. Pleurocystyd brak.
Gatunki podobne:
Zasłonaki tworzą bardzo liczną grupę gatunków, na ogół trudnych do rozróżnienia. Zasłonaka glinkowatego jednak łatwo odróżnić, gdyż posiada kilka charakterystycznych cech: czerwonołuskowaty kapelusz, trzon typowo walcowaty i charakterystyczną barwę kapelusza i trzonu.

## Występowanie i siedlisko
Jest szeroko rozprzestrzeniony we wschodniej części Ameryki Północnej, notowany jest też w Kostaryce. Występuje także w większości krajów Europy.
Grzyb mykoryzowy. Rośnie w lasach liściastych i mieszanych, na ziemi, wśród mchów. W Polsce owocniki wytwarza od sierpnia do listopada. Rośnie niemal wyłącznie pod bukami, rzadko tylko pod dębami. Preferuje gleby kwaśne. Zazwyczaj występuje pojedynczo, czasami tylko tworzy niewielkie grupki owocników i.

## Znaczenie
Grzyb trujący. Zawiera orellaninę i powoduje zatrucia orellaninowe (8 grupa zatruć grzybowych).